# Зогу, Лека (1982)
Лека II Зогу (полное имя — Лека Анвар Зог Реза Бодуэн Мсизиве Зогу, алб. Leka Anwar Zog Reza Baudouin Msiziwe Zogu) (род. 26 марта 1982, Йоханнесбург, ЮАР) — титулярный король Албании с 30 ноября 2011 года. Единственный сын наследного принца Албании Лека Зогу (1939—2011) и Сьюзан Каллен-Вард (1941—2004).
Принц Лека Албанский — чиновник МВД Албании, а в прошлом работал в МИД Албании и администрации президента Албании.
После смерти Леки I Зогу албанские монархисты считают его сына королём Лекой II. 30 ноября 2011 года он сменил своего отца в качестве главы дома Зогу, став главой Ордена Верности и Ордена Скандербега.

## Биография
Единственный сын албанского наследного принца Леки Зогу и Сьюзан Каллен-Вард. На момент его рождения правительство Южно-Африканской республики заявило, что родильное отделение находится на албанской территории, чтобы удостоверить, что Лека родился на албанской земле. Назван в честь президента Египта Анвара Эль-Садата, своего деда короля Албании Зогу I, шаха Ирана Мохаммеда Реза Пехлеви и короля Бельгии Бодуэна I. Мсизиве — уважаемое зулусское имя.
Лека Зогу — член королевской династии Зогу и наследственный бей (албанский племенной и феодальный лидер) клана Гег.
Лека Зогу получил среднее образование в Колледже Святого Питера в Йоханнесбурге. В декабре 2006 года окончил Военную академию в Сандхерсте (Великобритания) как «лучший иностранный студент Академии». Впоследствии с этим достижением его поздравил министр обороны Албании. Он также учился в университете для иностранцев в Перудже (Италия), затем закончил обучение в Албанской Военной академии имени Скандербега.
В апреле 2004 года Лека Зогу принял медаль Матери Терезы от имени своей покойной бабушки, королевы Герральдине за её гуманитарную деятельность.
Он работает с молодёжными организациями, такими как MJAFT!, и поддерживает широкий спектр гуманитарных усилий в Албании, но сам утверждает, что он поддерживает только проект «Помоги себе сам», чтобы стимулировать экономический рост Албании и Косово, и албанскую газету «Sot».
Принц Лека Зогу также известен как сторонник независимости Косово от Сербии и имеет тесные связи с лидерами косоваров в Приштине. Королевские колледжи «Iliria» в Приштине и Тиране действуют под его руководством.
Он также основал молодёжное отделение «Движения за национальное развитие», которое  в 2005 году создал его отец, чтобы изменить политическое лицо Албании.
21 августа 2007 года министр иностранных дел Албании Лулзим Баша заявил, что Лека был назначен в его министерство. Через два года был переведён в министерство внутренних дел. В 2012 году после избрания на пост президента Албании Буяра Нишани Лека Зогу был назначен политическим советником президента.
Принц Лека изображен на обложках «Young and Royal» в американском журнале «Vanity Fair» в сентябре 2003 года. Проживает в городе Тирана, владеет албанским и английским языками, а также немного говорит на зулу и итальянском. У него есть собака-боксёр, увлекается боевыми искусствами, волейболом и плаванием. Он также любит дикую природу, занимает альпинизмом и стрельбой по мишеням.
24 июня 2010 года принц Лека установил синюю табличку на дом в Пармуре (Бакингемшир), в котором во время изгнания жил его дед, король Албании Ахмет Зогу.

## Личная жизнь
10 мая 2010 года объявлено о помолвке Леки с албанской актрисой и певицей Элией Захарией. Элия Захария родилась 8 февраля 1983 года в Тиране, Албания, её семья имеет аристократические корни. 26 марта 2016 года объявлено о намечающейся свадьбе Леки и Элии. Свадьба состоялась 8 октября 2016 года в Тиране. 22 октября 2020 года у них родилась дочь Геральдина. 17 января 2024 года супруги объявили о разводе.

## Титулы
- 26 марта 1982 — 30 ноября 2011 — Его Королевское Высочество Наследный Принц Албанцев
- 30 ноября 2011 — настоящее время — Его Величество Король Албанцев

## Почётные звания и награды
Династические награды Албании:
- Кавалер Орден Порядка
- Кавалер Ордена Скандербега
- Кавалер Ордена Мужества
- Почётный гражданин города Буррели (2012)
- Почётный гражданин города Бердице (2012)

Династические награды:
- Кавалер Большого Креста Савойского Ордена Святых Маврикия и Лазаря (награждён принцем Неаполитанским Виктором Эммануилом Савойским 19 мая 2012 года)
- Орден Святого апостола Андрея Первозванного[9]